# Ampel

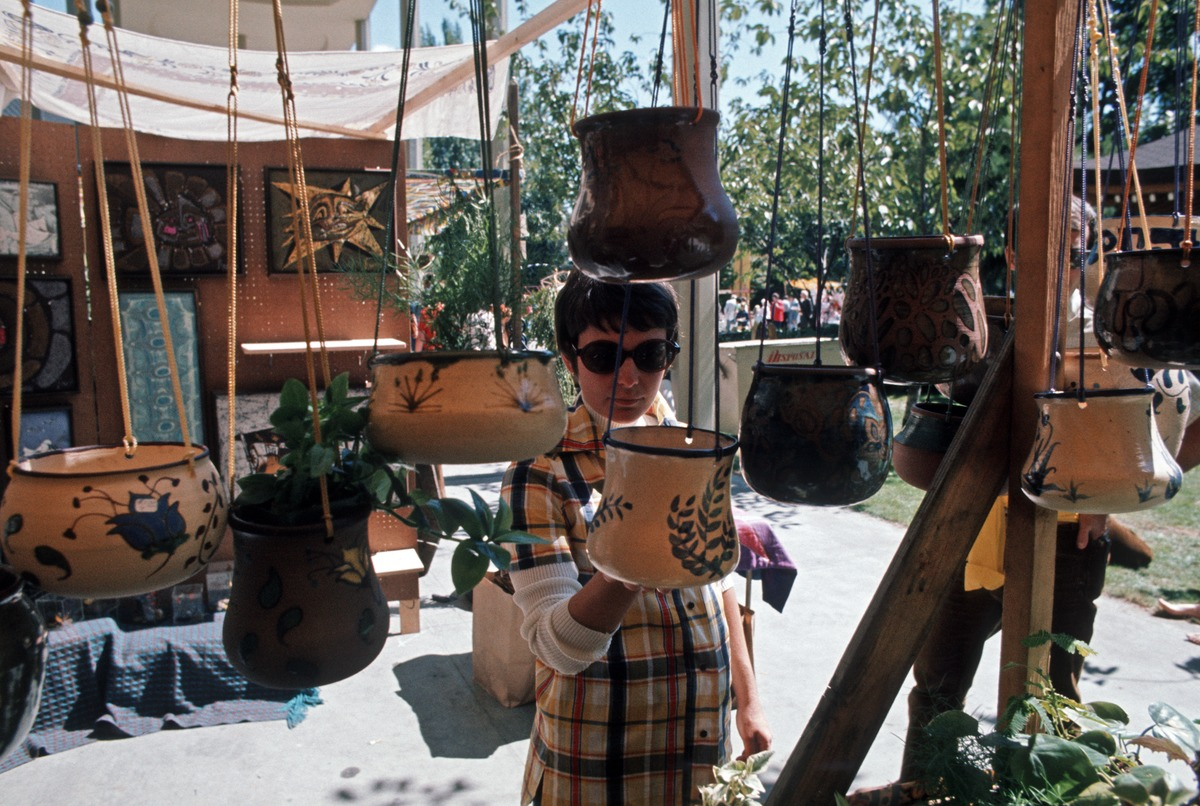
Ampelkrukor

En ampel är en hängande skål med en krukväxt. Den kan vara upphängd i band eller kedjor. En ampel kan också avse en mindre lampa avsedd att hängas.
Ordet "ampel" är belagt i svenska språket sedan 1850.